# 道頓堀グリコサイン

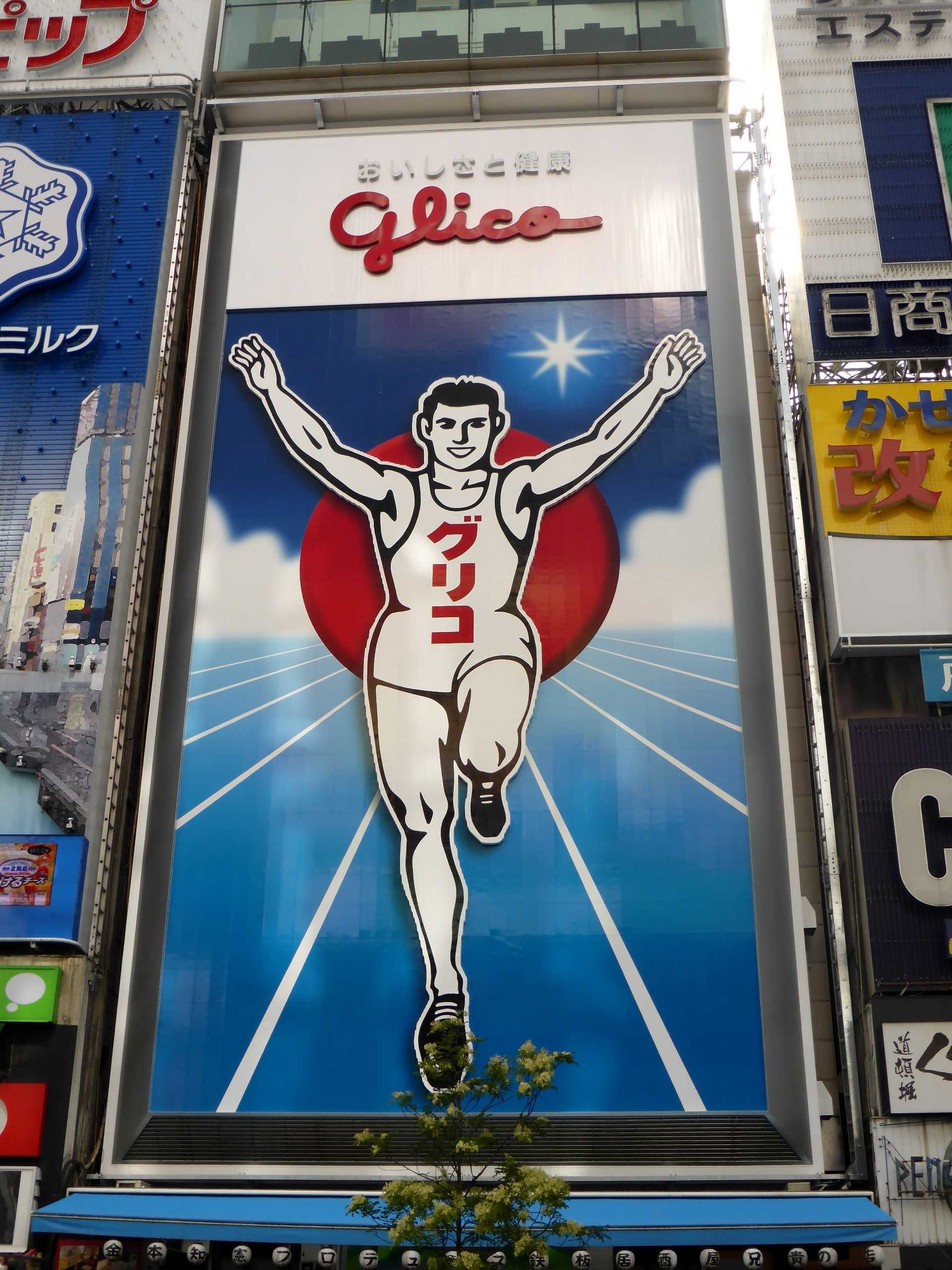
6代目グリコサイン（昼間）

道頓堀グリコサイン（どうとんぼりグリコサイン）は、大阪道頓堀の戎橋南西袂に江崎グリコが設置している看板（屋外広告）である。

## 概要
グリコサインを含む道頓堀川沿いの看板群は、大阪の旅行ガイドブックなどにしばしば写真やイラストが使われるランドマークである。その中でもグリコサインは「大阪の象徴」として全国的に知名度が高く、日本人観光客だけでなく外国人観光客も記念写真を撮る姿が多く見られる。2003年4月11日には大阪市中央公会堂や港大橋などとともに大阪市指定景観形成物に指定されている。
所在地は大阪府大阪市中央区道頓堀1-10-2の、大阪市中央消防署道頓堀出張所などが入るビルの裏手、道頓堀川左岸に面した北側に掲出されている。このビルは、江崎グリコも区分所有権を有している。
グリコサインに描かれている男性ランナーは、菓子「グリコ」のロゴマーク（江崎グリコでは「ゴールインマーク」と呼称する）で、日本国外でも "Glico Man"や "Glico Running Man" の名で知られている。江崎グリコの見解では、ゴールインマークに特定個人のモデルはいない。グリコの発売当初パッケージに用いられていた初代ゴールインマークに対して「顔が怖い」という感想が寄せられたため、1928年に表情を中心としてデザインが変更されたが（2代目ゴールインマーク）、この際にフォルチュナト・カタロン（フィリピン、短距離走）や谷三三五（短距離走）、金栗四三（マラソン）といった陸上選手がにこやかにゴールする姿を参考に描き直されたという経緯がある。カタロンのフィニッシュ姿勢が両腕を上げるものであったことから、「グリコのランナーのモデルはカタロン」という説が語られることがある。2020年代現在用いられているゴールインマークは7代目にあたり、2代目以後さらにデザインに修正が加えられている。「ゴールインマーク」の「モデル」をめぐる問題については「グリコ (菓子)#マーク」の項目を参照のこと。

## 歴史

### 初代（1935年 - 1943年）
初代の広告塔は1935年に設置された。高さは33mあった。初代グリコサインはその後のものとは異なり、巨大な「グリコ」の文字を中心に据えたもので、ランナーのロゴマークは文字の上部に示されていた。ランナーやグリコのロゴが6色に変化し、毎分19回点滅する花模様で彩られた。
両手と片脚を上げる「ゴールインマーク」の基本的な姿勢は変わらないものの、初登場から現在までたびたび修正が行われている。1935年当時用いられていたのは「2代目ゴールインマーク」で、2020年代現在用いられている7代目ゴールインマークに比べると、やや胴長の体型であった。
1943年、鉄材供出のため解体された。

### 2代目（1955年 - 1963年）
1955年、2代目の広告塔が再建された。高さ22mの縦長のアーチ状のデザインで、ランナーを中心に据えた。
2代目の特徴として、下部に舞台が設けられたことが挙げられる。舞台ではファッションショーやロカビリー大会、演奏会や漫談などが催された。舞台の高さは戎橋に合わせており、催事の際には戎橋から観覧していたという。
2代目から、『一粒300メートル』のキャッチコピーが添えられた。

### 3代目（1963年 - 1972年）
1963年には、高さ18m×幅8mの3代目に掛け替えられた。これは12トンの水を使った噴水式で、中央の150本のノズルから噴き出す水を12色400基のライトが照らし、虹を描くものであった。水は循環式で、落水音はコンブリバンドと呼ばれる防水シートで消音していた。ただし、風の強い日には戎橋の上に水がかかった。

### 4代目（1972年 - 1996年）
1972年に設置された4代目は、現時点（2023年）で最も長い期間（24年間）設置されたものである。高さ17m×幅10.85mで、陸上競技場を走るランナーがデザインされ、現在のデザインの原型となった。夜間の点灯は日没から23時までであった。
4代目の頃には、看板前で同じポーズをとって写真を撮る人が増えた。映画（『ブラックレイン』など）やドラマ（『ナニワ金融道』など）でも大阪を象徴する場面に使われるようになったという
看板を掲出していたビルの建て替えにより1996年1月21日に点灯終了し、翌日より撤去された。

### 5代目（1998年 - 2014年）

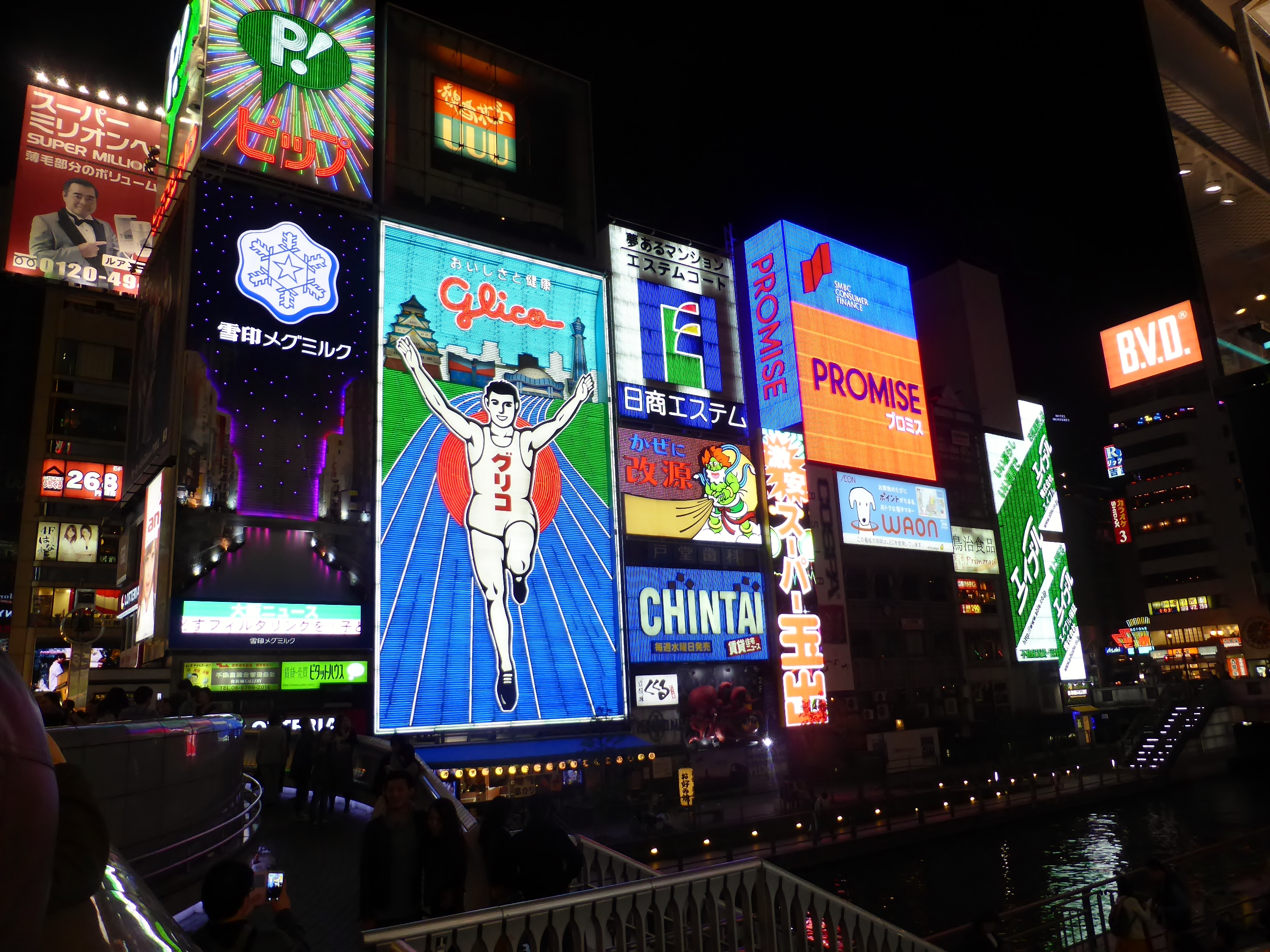
道頓堀川左岸、戎橋付近の夜景。中央やや左が5代目グリコネオン
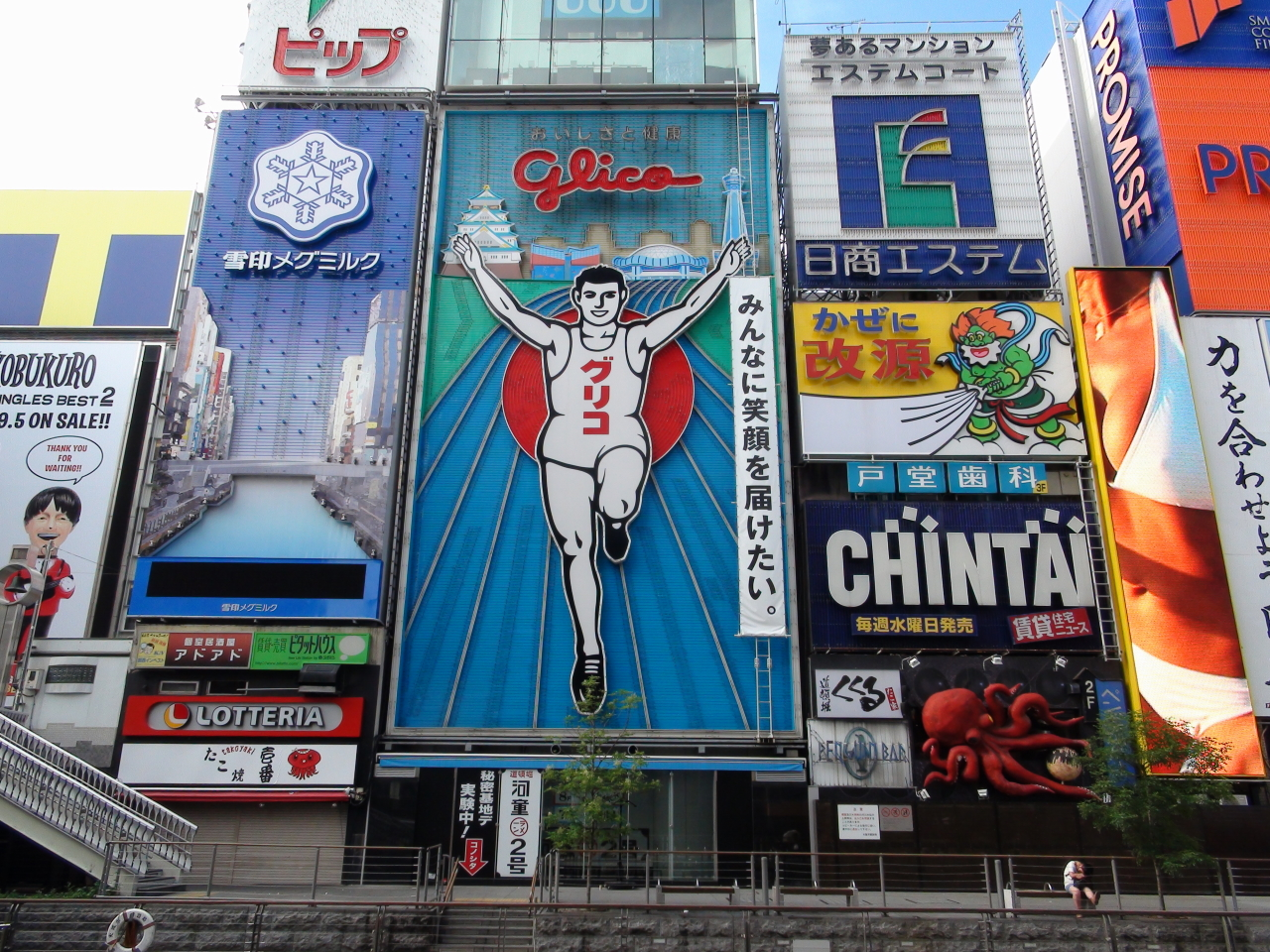
5代目グリコネオン、2012年8月の日中の様子。東日本大震災被災者に寄せた「みんなに笑顔を届けたい。」の垂れ幕が添えられている
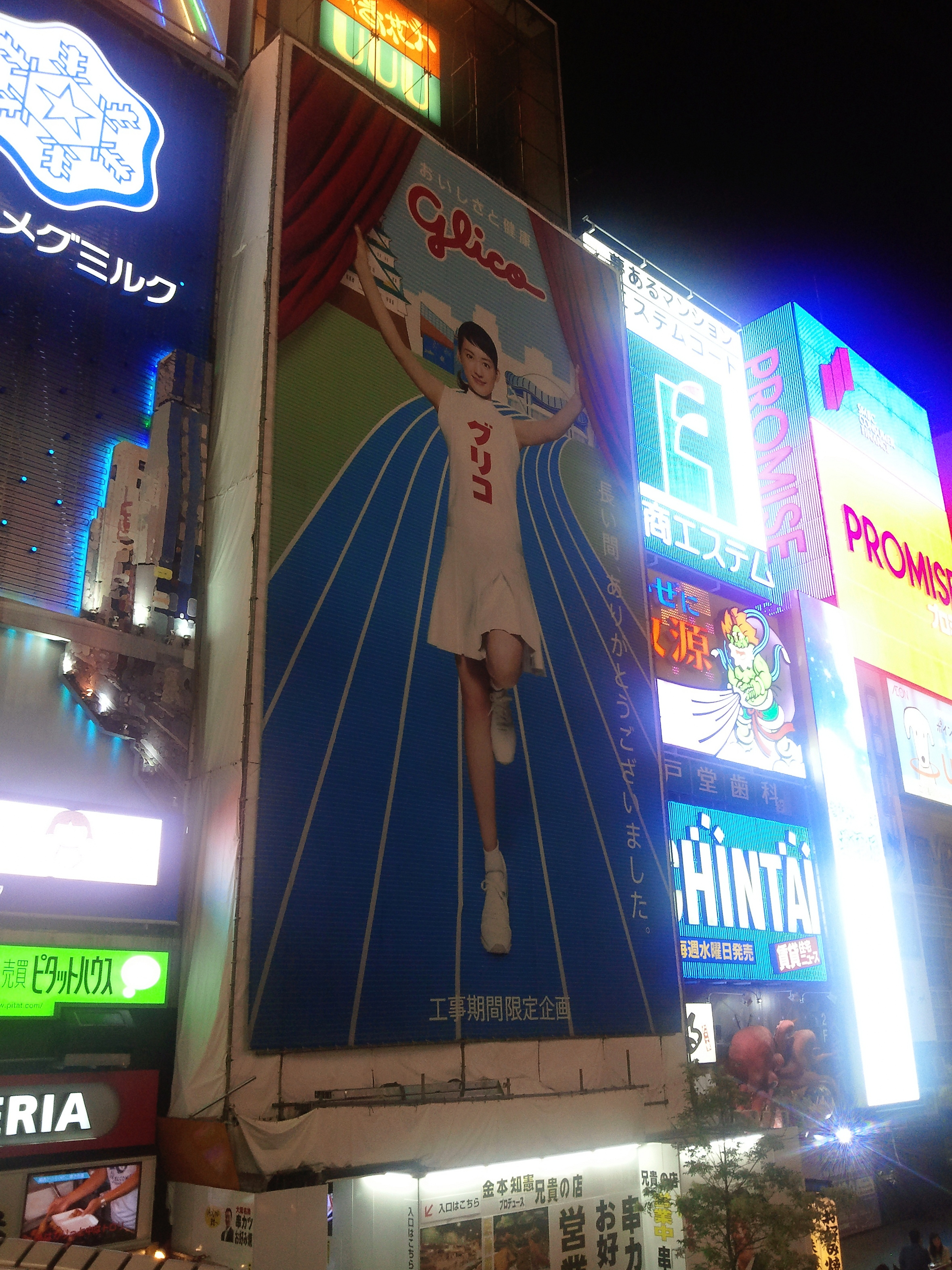
工事シートに覆われている状況（2014年9月）

ビルの建て替えにあわせて掛け替えられ1998年7月6日に再点灯した。1996年までの4代目の陸上競技場のランナーのイメージは踏襲されたが、4代目までの『一粒300メートル』に代わり『おいしさと健康』のキャッチコピーが添えられている。看板の大きさは高さ20m、幅10.85m。延べ4,460本のネオン管が使われ、ネオン管の総延長は約5100mに及ぶ。施工は、大阪府豊中市の朝日電装が担当した。同社は1950年創業で、歴代のグリコネオンも制作している。月額の電気料金は、2009年時点で約16万円と報じられている。
大阪城、海遊館、京セラドーム大阪、通天閣を背景に陸上競技場を走るランナーがデザインされている。ネオンの点灯は日没30分前から24時まで。日中~夕景~夜景~朝焼けのイメージで灯され、127秒1サイクルで大阪の一日を表現する。毎正時には時刻が表示される。
ランナーはスポーツ大会等とタイアップしてたびたびユニフォームを着替えている。2002年4月24日から6月30日にかけて、2002 FIFAワールドカップを記念してランナーが日本代表のユニフォームを着用した。2003年8月20日から11月4日にかけては、デサントの協力のもと、阪神タイガースのユニフォームを着用した。同年にタイガースはリーグ優勝し、御堂筋でパレードを行っている。2007年には世界陸上大阪大会にあわせ、ミズノの協力で日本代表のユニフォームを着用した。2003年より夏至もしくは夏至の前日には、CO2削減キャンペーンに協力し消灯（ライトダウン）が行われている。東日本大震災発生翌日の2011年3月12日からは24日間点灯を中止していたが、4月4日より点灯を再開した。それに合わせ、垂れ幕により「みんなに笑顔を届けたい。」の同社からのメッセージが添えられた。
16年余りにわたり親しまれたが、老朽化とネオン管の入手難のため、2014年8月17日を以って点灯を終了し、リニューアル工事に入った。同25日には、同社の広告に出演する綾瀬はるかがランナーに扮した仮設の幕が掲出され、工事現場を覆っていた。

### 6代目（2014年 - 現用）
- 6代目グリコサイン（夜間・動画）

2014年10月23日にリニューアルを終えて、江崎グリコ社長の江崎勝久や女優の綾瀬はるからが同席して点灯式が行なわれた。
5代目を踏襲するように青色の背景にゴールインマークが浮き出るようにデザインされ、照明に14万個のLED照明が採用された。日中はLEDは点灯しないが18時から24（0）時までサインに仕込まれたLEDが点灯し、ゴールインマーク部分を除いた部分に動く背景が描写される。稀にゴールインマーク部分のLEDにも動画が描写され、ゴールインマークが動いていように見せる事も可能でサイン全体があたかも一つの大型LEDビジョンのようにしてマークの制限を受けないで様々な映像を映し出す事が出来るようになった。この機能を利用し、2015年11月21日 - 23日の間、綾瀬はるかがLED全面に登場するジャイアントコーンの広告が掲載された。2017年6月1日 - 7日にかけては、グリコがスポンサードしているレーシングドライバーの佐藤琢磨がインディ500を制したことを記念しての特別動画が流された。
関西大学大学院会計研究科教授の研究によると、初年度の経済効果は大阪府で128億4900万円、大阪府を含む日本全国では291億1300万円と試算されている。
2020年4月8日20時以降は、新型コロナウイルス感染拡大防止による外出自粛を呼びかけるため、グリコサインを終日消灯させていたが、新型コロナの最前線で働く医療従事者などへの敬意と感謝の気持ちを込め、4月30日19時30分以降、LED画面全面をブルーライトアップさせている。

## その他
- 2021年夏頃から、グリコサインそばの戎橋の下に、東京歌舞伎町の新宿東宝ビル（TOHOシネマズ新宿）横の「トー横」同様に、家庭内などに居場所がない若者が自然発生的に集うようになり「グリ下」と呼ばれるようになった。犯罪に関係する危険もあり、「トー横」同様に警察などが対策に乗り出している[27]。